# Shebania grandis
Shebania grandis är en fjärilsart som beskrevs av Boris Ivan Balinsky 1991. Shebania grandis ingår i släktet Shebania och familjen mott. Inga underarter finns listade i Catalogue of Life.